# Calm Before the Storm 2
Calm Before the Storm 2 è il settimo album in studio della band Dare, uscito nel 2012. Il disco è una riedizione risuonata dell'album del 1998 Calm Before the Storm, con una tracklist rivista e modificata.

## Tracce
1. Walk On The Water
2. Someday
3. Calm Before the Storm
4. Crown of Thorns
5. Precious
6. Silence of your Head
7. Rescue Me
8. Ashes
9. Rising Sun
10. Cold Wind Will Blow
11. Deliverance

## Formazione
- Darren Wharton - voce, tastiera
- Richard Dews - chitarra
- Kevin Whitehead - batteria